# 462 av. J.-C.
Cette page concerne l'année 462 av. J.-C. du calendrier julien proleptique.

## Événements
- Été : expédition de Cimon sur le mont Ithômé[1].
  - Sparte fait appel à l’armée athénienne, réputée dans l’art des sièges, pour mater la révolte des Messéniens et des Hilotes. En effet ces derniers, battus en rase campagne, offrent une vive résistance sur le mont Ithômé. L’expédition de 4 000 hoplites dirigée par Cimon est renvoyée sans ménagement à l’automne par Sparte, ce qui provoque la rupture entre les deux villes (461)[2].

- 15 octobre : début à Rome du consulat de Lucius Lucretius Tricipitinus, Titus Veturius Geminus Cicurinus, à partir du troisième jour des ides d'août[3].

- Réformes démocratiques d’Éphialtès à Athènes. Éphialtès profite de l’absence de Cimon pour déconsidérer l’Aréopage, principal soutien de Cimon, et le priver d’un grand nombre de ses prérogatives politiques et judiciaires, au profit des Cinq-Cents, de l’assemblée et des tribunaux. Institution de la rétribution des fonctions publiques, à l’exception de celles comportant des responsabilités importantes[4].
- À Rome, le tribun de la plèbe Terentilius Harsa revendique en vain l’accès de la plèbe aux magistratures (projet de lex Terentilia)[5].
- Une armée èque paraît aux portes de Rome[3].
- Révolte en Bactriane réprimée par Artaxerxès Ier[6].
- Révolte d'Inaros, chef libyen, contre les Perses en Égypte. Artaxerxès Ier est contraint d’intervenir pour libérer l’armée perse encerclée à Memphis par Inaros et le prince de Saïs Amyrtée, soutenus par la flotte athénienne (460 av. J.-C.). En 454, Inaros est capturé et exécuté, mais Amyrtée poursuit la lutte dans le delta[7].

- Le philosophe Anaxagore de Clazomènes enseigne à Athènes[8].